# Zygomyia aurantiaca
Zygomyia aurantiaca är en tvåvingeart som beskrevs av Edwards 1934. Zygomyia aurantiaca ingår i släktet Zygomyia och familjen svampmyggor.
Artens utbredningsområde är Costa Rica. Inga underarter finns listade i Catalogue of Life.